# Nová radnice (Toronto)
Nová radnice v Torontu (anglicky Toronto City Hall nebo New City Hall) je sídlem městské samosprávy Toronta v provincii Ontario v Kanadě a zároveň jednou z nejvýraznějších architektonických dominant města. Budovu navrhl finský architekt Viljo Revell a statiku zajistil inženýr Hannskarl Bandel. Oficiálně byla otevřena v roce 1965. Radnice se nachází v těsném sousedství náměstí Nathan Phillips Square, veřejného prostranství na severozápadním rohu ulic Bay Street a Queen Street, které bylo navrženo a slavnostně otevřeno současně s budovou radnice.
Nová radnice nahradila sousední Starou radnici (Old City Hall), která sloužila jako sídlo městské správy od roku 1899 a dodnes v ní sídlí městské úřady a soudy. V letech 1965 až 1992 budova zároveň sloužila jako sídlo regionální správy Metropolitního Toronta (Metropolitan Toronto).

## Historie
Vedení města usilovalo o výstavbu modernější radnice pro rostoucí městskou správu již od roku 1943, kdy zpráva předložená městské radě doporučila výstavbu nové radnice a veřejného náměstí v bloku vymezeném ulicemi Queen Street West, Bay Street a Chestnut Street. Toto doporučení však bylo odmítnuto voliči v referendu konaném na Nový rok 1947. V říjnu 1952 však komise občanů jmenovaná městskou radou zopakovala stejné doporučení.
V roce 1954 byla vybrána spolupráce tří z největších architektonických kanceláří v Torontu – Marani and Morris, Mathers and Haldenby a Shore and Moffat – aby vytvořily návrh nové radnice. Výsledný návrh, představený v listopadu 1955, počítal s konzervativní, symetrickou budovou obloženou vápencem v modernistickém stylu, orientovanou směrem k upravenému veřejnému náměstí. Na rozdíl od pozdějšího finálního návrhu měl tento koncept zachovat kamennou budovu v Beaux-Arts stylu – katastrální úřad (Registry Office) – na západní části pozemku, před níž se mělo rozprostírat upravené veřejné prostranství. Pódium nové radnice mělo sloužit jako zasedací síň zastupitelstva a bylo navrženo s řadou sloupů, které měly doplňovat osm sloupů historické budovy katastrálního úřadu, s níž mělo tvořit harmonický celek napříč novým náměstím.
Tento návrh byl však tvrdě kritizován předními architekty – Frank Lloyd Wright jej označil za „sterilizovaný“ a „klišé, které je již dnes zastaralé“, zatímco Walter Gropius jej nazval „velmi slabým pseudomoderním návrhem, který si město Toronto nezaslouží“. Všechny ročníky Fakulty architektury Torontské univerzity dokonce společně sepsaly otevřený dopis, v němž návrh odsoudily a vyzvaly k uspořádání mezinárodní architektonické soutěže.
Celý projekt, jehož rozpočet činil 18 milionů dolarů, byl nakonec zrušen poté, co jej voliči v prosinci 1955 v referendu opět odmítli. Upravený návrh architekti později realizovali jako budovu společnosti Imperial Oil na St. Clair Avenue West.

## Architektonická soutěž
Z iniciativy starosty Nathana Phillipse rozhodla městská rada Toronta v roce 1956 o uspořádání mezinárodní soutěže na návrh nové radnice, a to podle pravidel vytvořených Mezinárodní unií architektů (International Union of Architects). Rozhodnutí vyvolalo kontroverze, neboť někteří zastávali názor, že návrh by měl být svěřen kanadským architektům. Phillips sestavil pětičlennou porotu složenou z předních světových odborníků na architekturu, přičemž jako poradce působil kanadský architekt a historik Eric Arthur. V roce 1957 starosta Phillips přesvědčil městskou radu, aby soutěž na návrh nové radnice v severozápadním rohu křižovatky ulic Queen a Bay skutečně vyhlásila.
Do termínu uzávěrky 18. dubna 1958 obdržela porota více než 500 návrhů z 42 zemí světa, z nichž vybrala osm semifinalistů. V září 1958 vybrali tři z porotců jako vítězný návrh ten, který předložil finský architekt Viljo Revell, ačkoli tento návrh málem nepostoupil ani do užšího výběru. Americký architekt Eero Saarinen, člen poroty, dorazil se zpožděním jeden a půl dne a při prohlížení návrhů, které ostatní porotci již předběžně vyřadili, objevil Revellův projekt. Saarinen přesvědčil dva další členy poroty, že Revellův jedinečný návrh si zaslouží zvítězit.
Jedním ze dvou nesouhlasících porotců byl William Graham Holford, který vyjádřil pochybnosti, zda je možné návrh realizovat v rámci rozpočtu 18 milionů dolarů stanoveného městem. Revell za vítězství získal odměnu 25 000 dolarů a odhadovaný honorář ve výši 1 milionu dolarů za dohled nad stavbou. Stěžoval si však, že jeho spolupracovníci Heikki Castrén, Bengt Lundsten a Seppo Valjus nedostali dostatečné uznání, a požádal, aby byli uvedeni jako spoluautoři návrhu.
Protože Revell nebyl v Kanadě registrován jako architekt, pomáhala mu s realizací projektu kanadská architektonická kancelář John B. Parkin Associates. Nástupnické firmy této kanceláře dodnes působí jako konzultanti při důležitých architektonických otázkách týkajících se budovy.
Stavební práce byly zahájeny 7. listopadu 1961. Nová radnice byla slavnostně otevřena 13. září 1965 generálním guvernérem Kanady Georgesem Vanierem. Celkové náklady na výstavbu nakonec dosáhly přibližně 31 milionů dolarů.
Tragicky se Viljo Revell nedožil dokončení svého díla – zemřel na infarkt v roce 1964, deset měsíců před slavnostním otevřením budovy. Bylo mu 54 let.

## Výstavba
Pamětní plaketa organizace Heritage Toronto připomíná, že oblast, kde dnes stojí Nová radnice, byla původně místem první čínské čtvrti v Torontu (Chinatown). Většina této čtvrti byla ve 50. letech 20. století vyvlastněna a zbourána, aby uvolnila místo pro novou městskou radnici.
Výstavba začala v roce 1961 a budova byla dokončena o čtyři roky později. Dne 7. listopadu 1962 byla při slavnostním ceremoniálu uložena časová schránka, a 13. září 1965 byla nová radnice oficiálně otevřena generálním guvernérem Kanady Georgesem Vanierem.
Přímo na místě dnešní radnice stála také historická budova katastrálního úřadu z roku 1917, navržená v římském klasicistním stylu, která byla původně součástí dřívějšího urbanistického plánu přeměny této části města. Budova byla zbořena v roce 1964.
Jižní strana Queen Street naproti radnici byla v té době považována za „obchodní slum“. V srpnu 1964 městská rada rozhodla o jejím vyvlastnění za účelem nové výstavby odpovídající významu nového městského náměstí. Na této straně ulice se tehdy nacházely například dva burleskní divadla, zastavárny a kino. V době otevření radnice byla jižní strana prázdná, později zde však vyrostl nový hotel, který byl propojen s náměstím lávkou přes Queen Street.
Západně od nové radnice byly umístěny University Avenue Armouries, vojenské kasárny na University Avenue severně od Osgoode Hall. Ty byly v rámci projektu městského náměstí odkoupeny od kanadské vlády za 2 miliony kanadských dolarů, aby uvolnily prostor pro výstavbu nové soudní budovy.

## Otevření a pozdější úpravy
Slavnostní otevření radnice pro veřejnost se konalo 13. září 1965 za účasti generálního guvernéra Georgese Vaniera. Ceremoniálu se zúčastnilo přibližně 14 000 hostů, včetně předsedy vlády Kanady Lestera B. Pearsona a premiéra provincie Ontario Johna Robartse.
V roce 1990 bylo přímo v budově radnice otevřeno dětské centrum Hester How Daycare Centre, pojmenované po učitelce Hester How, která se ve druhé polovině 19. století věnovala práci s delikventními chlapci.
V roce 1991 byla budova radnice oficiálně prohlášena za nemovitou kulturní památku s historickým a architektonickým významem podle Ontario Heritage Act.
V letech 1997–1998 provedl torontský architekt Bruce Kuwabara menší úpravy, které zahrnovaly propojení obou věží a modernizaci zasedací síně městské rady.
Na konci roku 2009 byla na střeše radnice vybudována zelená střecha, která byla poprvé zpřístupněna veřejnosti během akce Doors Open Toronto v květnu 2010. Dnes je to největší veřejně přístupná zelená střecha v Torontu.

## Architektura a charakteristiky
Návrh Vilja Revella se skládal ze tří hlavních částí: podstavce (podia), vypouklé kruhové zasedací síně a dvou kancelářských věží různé výšky. Celý komplex měl sochařskou kvalitu, díky níž se stal výraznou dominantou města a symbolem rostoucího moderního Toronta.

### Exteriér
Komplex budov tvoří obdélníkový podstavec a dvě zakřivené věže. Vnější plochy věží jsou obloženy betonem, zatímco vnitřní plochy kombinují beton a sklo. Věže jsou v půdorysu zakřivené a mají odlišnou výšku – východní věž má 27 podlaží (99,5 m), západní 20 podlaží (79,4 m). Mezi nimi se nachází talířovitá zasedací síň městské rady, a celé uspořádání připomíná dvě ruce obepínající centrální prostor. Objetí má dle architektonického návrhu symbolizovat vítacího ducha města.
Vnější povrch věží tvoří beton se žebrovaným vzorem, který zajišťuje strukturální pevnost a brání poškození materiálu v důsledku teplotních roztažností a rozdílů v tlaku vzduchu na obou stranách během silných větrů typických pro oblast Velkých jezer.
Zatímco severní, východní a západní fasády jsou spíše abstraktní a sochařské, jižní fasáda obrácená k náměstí Nathan Phillips Square má rozsáhlé prosklení. Fasády jsou členěny konkávními panely z betonu a dekorativními pásy z broušeného mramoru Botticino.
Při pohledu z ptačí perspektivy připomíná budova obrovské nehybné oko, což vedlo k jejímu původnímu přezdívání jako „Oko vlády“. Po dokončení budila budova kontroverze; mnozí ji považovali za příliš futuristickou pro Toronto. V knize Toronto, No Mean City (1964) architekt a historik Eric Arthur radnici pochválil slovy:
„Do konce století budou v Torontu i jinde postaveny vyšší budovy, ale žádná nebude srovnatelná nebo slavnější než tato radnice.“

### Interiér
Interiér budovy zahrnuje lobby východní věže, kanceláře zastupitelů, veřejné prostory a vyhlídkovou plošinu. Vyhlídková terasa se nachází ve 27. podlaží východní věže, avšak běžně není přístupná veřejnosti. Zpřístupněna bývá při příležitostech jako Doors Open Toronto. Přístup je možný pouze po schodišti, neboť výtahy končí v 25. patře.
Součástí budovy je také pobočka veřejné knihovny města Toronto, i když v menším rozsahu než při otevření.

#### Zasedací síň
Zasedací síň městské rady je polo-kruhová místnost umístěná ve druhém patře a podepřená jediným mohutným sloupem. Sedadla 25 členů městské rady jsou uspořádána do půlkruhu. Vpředu se nachází pódium a místo pro předsedajícího – Speaker of Toronto City Council nebo jeho zástupce.
Po stranách předsedajícího jsou dlouhé stoly pro vedoucí městských odborů. Napravo sedí městský manažer, zástupce, právník a hlavní finanční ředitel, nalevo ostatní zaměstnanci města. Před předsedajícím je podkova pro městského tajemníka a jeho tým. Starosta sedí mezi zastupiteli v první řadě napravo od předsedajícího. Pro hostující řečníky slouží odnímatelné pódium.
Místnost kryje mělká kupole spočívající na 23 párech v-podpor, mezi nimiž je skleněná výplň, která propouští přirozené světlo. Za zasedacími místy se nachází veřejná galerie pro 250 návštěvníků. V bezprostřední blízkosti se nachází kanceláře starosty, zastupitelů a dvě jednací místnosti. Přístup do nižších pater a podzemního parkoviště zajišťují dvojice výtahů.

### Veřejné prostranství
Nathan Phillips Square je rozsáhlé veřejné náměstí před Novou radnicí. Jeho návrh byl nedílnou součástí architektonické soutěže a obsahoval vodní plochu, fontánu, betonové oblouky a lávky. I přes pozdější úpravy a doplnění o umělecká díla a sochy si zachovalo svůj původní modernistický charakter.
Náměstí slouží jako hlavní místo pro konání městských oslav, festivalů a akcí. Každoročně se zde odehrávají novoroční oslavy s ohňostrojem a hudebními vystoupeními. Od konce listopadu do konce prosince se zde koná tradiční festival Cavalcade of Lights, během nějž je náměstí slavnostně osvětleno.

## V populární kultuře
Už v roce 1969 se budova objevila jako futuristická mimozemská stavba v komiksu Star Trek. Později byla k vidění také v epizodě Contagion seriálu Star Trek: Nová generace (2. řada, 11. epizoda, 20. března 1989), kde figurovala jako jedna z možných destinací mimozemského portálu.
Nová radnice v Torontu a další městské lokality se objevily ve filmu Red z roku 2010.